# Aharon Appelfeld
Aharon Appelfeld (em hebraico: אהרן אפלפלד; nascido Ervin Appelfeld; 16 de fevereiro de 1932 – 4 de janeiro de 2018) foi um escritor israelense, sobrevivente do Holocausto.

## Biografia
Ervin Appelfeld nasceu na Comuna de Jadova, Storojineț, na região de Bucovina do Reino da Romênia, atual Ucrânia. Numa entrevista ao estudioso literário Nili Gold, em 2011, ele se lembrou de sua cidade natal neste distrito, Tchernivtsi, como um lugar "muito bonito", cheio de escolas e com dois ginásios latinos, onde de 50 a 60 por cento da população era judia. Em 1941, quando ele tinha nove anos, o Exército romeno retomou a sua cidade natal após um ano de ocupação soviética e a sua mãe foi assassinada. Appelfeld foi deportado com seu pai para um campo de trabalhos forçados na Transnístria controlada pela Romênia. Ele escapou e escondeu-se durante três anos antes de se juntar ao Exército Vermelho como cozinheiro. Após a Segunda Guerra Mundial, Appelfeld passou vários meses em um campo de desabrigados na Itália antes de imigrar para a Palestina em 1946, dois anos antes da independência de Israel.
Ele se reuniu com seu pai depois de encontrar seu nome em uma lista da Agência Judaica em 1960. Ele tinha presumido que seu pai estava morto e, da mesma forma, seu pai tinha presumido que Aharon também tinha perecido no Holocausto. Ambos foram separadamente para Israel. O pai tinha sido enviado para uma Maabara (campo de refugiados) em Be'er Tuvia. O reencontro foi tão emocionante que Appelfeld nunca foi capaz de escrever a respeito.
Em Israel, Appelfeld compensou a sua falta de educação formal e aprendeu hebraico, a língua em que começou a escrever. Seus primeiros esforços literários foram contos curtos, mas aos poucos foi avançando para os romances. Ele completou seus estudos na Universidade Hebraica de Jerusalém. Ele viveu em Mevaseret Zion e ensinou literatura na Universidade Ben-Gurion do Neguev, escrevendo frequentemente para a Ticho House em Jerusalém.

## Escolha da língua
Appelfeld foi um dos principais autores vivos da língua hebraica de Israel, apesar de não ter aprendido a língua até a adolescência. Sua língua materna era o alemão, mas ele também era proficiente em iídiche, ucraniano, romeno, russo, inglês e italiano.
Com o seu tema girando em torno do Holocausto e do sofrimento dos judeus na Europa, ele não conseguiu escrever em alemão. Ele escolheu o hebraico como seu veículo literário por ser sucinta e pela sua imagética bíblica.
Appelfeld comprou seu primeiro livro em hebraico aos 25 anos de idade: Rei de Carne e Osso, por Moshe Shamir. Numa entrevista ao jornal Haaretz, ele disse que teve muitas dificuldades em lê-lo, porque estava escrito em hebraico mishnaico, fazendo com que ele tivesse que procurar cada palavra em um dicionário.
Em uma entrevista ao Boston Review, Appelfeld explicou sua escolha do hebraico: "Tenho sorte de estar escrevendo em hebraico. O hebraico é uma linguagem muito precisa, você tem que ser muito preciso - sem exageros. Isto é por causa da nossa tradição bíblica. Na tradição bíblica, você tem frases muito pequenas, muito concisas e autônomas. Cada frase, em si mesma, tem de ter o seu próprio significado".

## Temas
Silêncio, mutismo e gagueira são temas que percorrem grande parte do trabalho de Appelfeld. A deficiência torna-se uma fonte de força e poder. Philip Roth descreveu Appelfeld como "um escritor deslocado de ficção deslocada, que fez do deslocamento e da desorientação um assunto exclusivamente seu".

### O Holocausto como tema literário
Muitos sobreviventes do Holocausto escreveram um relato autobiográfico de sua sobrevivência, mas Appelfeld não oferece uma descrição realista dos eventos. Ele escreve contos que podem ser interpretados de uma forma metafórica. Em vez da sua experiência pessoal, ele por vezes evoca o Holocausto sem sequer se relacionar diretamente com ele. O seu estilo é claro e preciso, mas também muito modernista.
Appelfeld vivia em Israel, mas escreveu pouco sobre sua vida lá. A maior parte do seu trabalho concentra-se na vida judaica na Europa antes, durante e depois da Segunda Guerra Mundial. Como órfão desde jovem, a procura de uma figura materna é central para o seu trabalho. Durante o Holocausto ele foi separado de seu pai, e só o reencontrou novamente 20 anos depois.

## Obras

### Em português
- Badenheim,ʿir nofesh (1978; publicado no Brasil: “Badenheim 1939”, Ed. Amarilys, 2012, tradução de Moacir Amâncio)[12]
- Sipur Hayim (1999; publicado em Portugal: “Fragmentos de Uma Vida”, Ed. Civilização, 2005, tradução de Lúcia Liba Mucznik)[13][14]
- Masa el Ha-Horef (2000; publicado no Brasil: “Expedição ao inverno”, Ed. Perspectiva, 2011, tradução de Luis S. Krausz)[15][16]
- Yalda Shelo Minhaolam Hazé (2013; publicado no Brasil: “Volto Ao Anoitecer”, Ed. FTD Educação, 2016, tradução de Paulo Geiger)[17]
- Avi ve-Imi (2013; publicado no Brasil: “Meu pai, minha mãe”, Ed. Carambaia, 2019, tradução de Luis S. Krausz)[18][19]

### Outras obras selecionadas
- Ashan (Smoke) (1962)
- Bagai ha-poreh (In the Wilderness) (1963)
- Tor Ha-Pla'ot (The Age of Wonders) (1978)
- Ha-Ketonet veha-pasim (Tzili) (1982)
- Ha-Pisga (The Retreat) (1982)
- El Eretz Ha-Gomeh (To the Land of the Cattails) (1986)
- Bartfuss Ben ha-Almavet (The Immortal Bartfuss) (1988)[20]
- Ba'et uve'onah achat (The Healer) (1985)
- Al Kol Hapshaim (For Every Sin) (1989)
- Katerina (1989)
- Mesilat barzel (The Railway/Iron Tracks) (1991)
- Ad nefesh (Unto the Soul) (1993)
- Timyon (The Conversion) (1991)
- Laish (1994)
- Beyond Despair: Three Lectures and a Conversation With Philip Roth (1994)
- Kol Asher Ahavti (All Whom I Have Loved) (1994)
- Ad She-Ya'ale Amud Ha-Shachar(Until the Dawn’s Light) (1995)
- Pit'om ahavah (Suddenly Love) (2003)[21]
- A Table For One: Under The Light Of Jerusalem (2004)
- Pirchei Ha-Afela(Blooms of Darkness) (2006)
- Ha-Ish She-Lo Pasak Lishon (The Man Who Never Stopped Sleeping) (2010)
- Ad Chod Ha-Tza'ar (To the Edge of Sorrow) (2012)[22]
- Leilot Kayitz Arukim (Long Summer Nights) (2015)

## Prêmios e distinções
- 1975 - Prêmio Brenner de Literatura;[23]
- 1979 - Prêmio Bialik de Literatura (em conjunto com Avot Yeshurun;[24]
- 1983 - Prêmio Israel de Literatura;[25]
- 1989 - Prêmio Nacional do Livro Judaico de Ficção por Badenheim 1939;
- 1989 - Prêmio Nacional do Livro Judaico de Ficção por Bartfuss ben Almavet;[26]
- 1997 - Membro Honorário Estrangeiro da Academia de Artes e Ciências dos Estados Unidos;[27]
- 1998 - Prêmio Nacional do Livro Judaico de Ficção por Mesilat barzel;[26]
- 2004 - Prêmio Médicis - Categoria de obras estrangeiras por sua autobiografia Fragmentos de Uma Vida;
- 2005 - Prêmio Nelly Sachs por suas obras autobiográficas;[28]
- 2011 - Prêmio Nacional do Livro Judaico de Ficção por  'Ad she-ya'aleh 'amud ha-shahar;[26]
- 2012 - Prêmio de Ficção Estrangeira do The Independent por Pirḥe ha-afelah.[29]